# Reggie Austin
Reggie Austin (Peekskill, 7 gennaio 1979) è un attore statunitense.
È noto per i suoi ruoli ricorrenti in Notes from the Underbelly nel ruolo del dottor Greg Wise, The Starter Wife nel ruolo di Devon Marsh, Desperate Housewives nel ruolo dell'ex marito di Renee Perry Doug Perry, Pretty Little Liars nel ruolo di Eddie Lamb e Devious Maids nel ruolo di Reggie Miller.

## Biografia
Da studente di teatro alla Yale University ha lavorato in numerose produzioni teatrali, inclusi ruoli da protagonista in Macbeth e Othello. Dopo la laurea, Reggie si è trasferito a New York, dove si è esibito sul palco e in diversi film prima di trasferirsi a Los Angeles nel 2005.

## Filmografia parziale

### Cinema
- Friends with Money, regia di Nicole Holofcener (2006)

### Televisione
- Life Unexpected - serie TV (2010-2011)
- Desperate Housewives - serie TV, episodio 7x05 (2010)
- Devious Maids - Panni sporchi a Beverly Hills (Devious Maids) - serie TV (2014)
- Pretty Little Liars - serie TV (2014)
- On My Block - serie TV (2018)

## Doppiatori italiani
Nelle versioni in lingua italiana dei suoi lavori, Reggie Austin è stato doppiato da:
- Alessandro Budroni in Devious Maids - Panni sporchi a Beverly Hills, NCIS: Los Angeles
- Massimo Bitossi in Agent Carter, The Good Doctor
- Edoardo Stoppacciaro in Life Unexpected
- Alberto Angrisano in Desperate Housewives
- Michele D'Anca in NCIS - Unità anticrimine
- Tony Sansone in Pretty Little Liars
- Francesco De Francesco in NCIS: New Orleans
- Andrea Lavagnino in On My Block
- Francesco Sechi in 9-1-1